# Merv Benton
Merv Benton (* 12. April 1942 in Preston, Victoria) ist ein australischer Rock-’n’-Roll-Sänger, der in der Mitte der 1960er Jahre vor allem durch Cover-Versionen amerikanischer Hits, wie zum Beispiel Cincinnati Fireball (Original von Johnny Burnette 1960) und I Got Burned (zunächst 1962 von Ral Donner sowie 1980 noch einmal von Shakin’ Stevens aufgenommen) bekannt wurde. 

## Leben
Nachdem Benton im Oktober 1960 mit dem Lied Don’t Leave Me This Way einen Gesangswettbewerb gewonnen hatte, begann er seine musikalische Laufbahn als Sänger der Gruppe The Ramrods. 
Im März 1964 kam seine erste Single mit dem bereits von Elvis Presley aufgenommenen Titel Baby Let’s Play House auf den Markt und erreichte Platz 17 der Melbourne Charts und hatte danach einige Fernsehauftritte. 
Zu jener Zeit betrieb Benton das Musikgeschäft noch als Nebenjob und arbeitete hauptberuflich bei der State Savings Bank of Victoria. Nachdem seine Bekanntheit gestiegen war, kamen immer wieder Fans in die Bank, um mit dem talentierten Nachwuchsmusiker zu reden bzw. ihn um ein Autogramm zu bitten. Die Bank sah daraufhin ihren Geschäftsbetrieb gestört und stellte ihn vor die Wahl: entweder das Musikgeschäft oder die Bank. Es war für ihn keine schwierige Entscheidung. 
Seine nächste Single bestand aus Nervous Breakdown (Original von Eddie Cochran) und Doncha‘ Think It’s Time (ebenfalls zuvor von Elvis Presley aufgenommen) und erreichte Platz 40 der Melbourne Charts. Es folgte eine Single mit den Liedern Be Sweet und You’re The Dog, die Platz 22 erreichte. 
Eine landesweite Popularität stellte sich 1965 nach Veröffentlichung einer Single mit den Aufnahmen von Cincinnati Fireball und I Got Burned ein, die Platz 3 der Melbourne Charts erreichte. 
Sein letztes Album mit dem Titel Great Country Songs bestand aus diversen Country-Songs. Einige Titel der inzwischen vergriffenen Platte wurden später noch einmal auf der CD Great Shakin’ Fever veröffentlicht.
Aufgrund von Polypen, die operativ entfernt werden mussten, waren seine Stimmbänder für mehr als ein halbes Jahr in Mitleidenschaft gezogen, so dass er nicht mehr singen und zeitweise nicht einmal sprechen konnte. Weil er unmittelbar nach seiner Genesung keine weiteren Engagements erhalten hatte, zog er sich für viele Jahre aus dem Musikgeschäft zurück und arbeitete zunächst wieder für die State Savings Bank of Victoria. 1969 verzog er nach Queensland und machte sich als Immobilienkaufmann selbständig. Bald darauf errichtete er mehrere Kinderbetreuungszentren.  
In den späten 1980er Jahren und zu Beginn 1990er Jahre trat Benton noch einmal als Frontsänger der Gruppe The Allstars auf, bevor er 1991 in die Vereinigten Staaten immigrierte. Heute lebt er in der Nähe von Phoenix, Arizona, unternimmt aber immer noch gelegentliche Reisen nach Australien, um bei Musikfestivals aufzutreten.

## Alben (Auswahl)
- 1964: Come On And Get Me
- 1964: Sounds Great!
- 1965: The Best of Merv Benton
- 1966: Great Country Songs
- 1983: Fabulous Merv Benton – 22 Greatest Hits